# جيمس دبليو. بريتن
جيمس دبليو. بريتن هو سياسي كندي، ولد في 8 فبراير 1886 في سانت جون في كندا، وتوفي في 12 مارس 1961 في Lorneville, New Brunswick ‏ في كندا. نشط حزبياً في الجمعية الليبرالية لنيو برونزويك ‏. وقد انتخب عضو الجمعية التشريعية لنيو برونزويك ‏.